# Daphne Bozaski
 (octobre 2015).
Daphne Bozaski (Née le 14 août 1992) est une actrice et ballerine brésilienne, connue en Amérique latine principalement pour son rôle de Lali dans la série pour enfants Que monstro te mordeu?.
Il a commencé sa formation en le ballet classique, pour après continuer avec la danse contemporaine dans l'Université Fédérale de Parana. Sa course théâtrale est parti l'an 2004 dans la ville de Curitiba[Quoi ?]

## Filmographie
- 2012: Ou Sono de Nina (court-métrage)
- 2014 : Expériences Extraordinários (Série de tv)